# The Baron (album)
Pour les articles homonymes, voir The Baron (homonymie).
Albums de Johnny Cash
Classic Christmas The Adventures of Johnny Cash
The Baron est un album du chanteur américain Johnny Cash, sorti sur le label Columbia Records en juin 1981 (voir 1981 en musique). Le titre principal avait atteint le top 10, et trois singles en tout ("Mobile Bay", "Reverend Mr. Black" et "Chattanooga City Limit Sign") furent sortis, bien qu'ils n'aient pas eu tant de succès, atteignant respectivement les places 60, 71 et 71.

## Chansons
| No  | Titre                           | Auteur                              | Durée |
| --- | ------------------------------- | ----------------------------------- | ----- |
| 1.  | The Baron                       | Richey, Billy Sherrill, Taylor      | 3:37  |
| 2.  | Mobile Bay                      | Kirby, Curly Putman                 | 3:01  |
| 3.  | The Hard Way                    | J.L. Lansdowne                      | 2:59  |
| 4.  | Ceiling, Four Walls and a Floor | Hall                                | 2:40  |
| 5.  | Hey, Hey, Train                 | Marty Stuart                        | 2:42  |
| 6.  | Reverend Mr. Black              | Jerry Leiber, Mike Stoller, Wheeler | 3:11  |
| 7.  | The Blues Keep Getting Bluer    | Reynolds                            | 2:34  |
| 8.  | Chattanooga City Limit Sign     | Drawdy                              | 3:52  |
| 9.  | Thanks to You                   | J.L. Lansdowne                      | 2:29  |
| 10. | Greatest Love Affair            | David, Sherrill                     | 3:31  |

## Personnel
- Johnny Cash - voix, guitare
- Lea Jane Berinati, Millie Forrest, Janie Fracke, The Jordanaires, Millie Kirkham, Lousi Nunely, Gordon Stocker, Hurshel Wignton - voix additionnelles